# Booty Call
Booty Call (br: Procura-se Um Bumbum Desesperadamente Ou Amor Por Uma Noite, pt: Sexo Seguro) é um filme de comédia estadunidense de 1997, escrito por Takashi Bufford e J.Stanford, e dirigido por Jeff Pollack. Este filme estrela Jamie Foxx, Tommy Davidson, Vivica A. Fox e Tamala Jones.

## Sinopse
Procura-se Um Bumbum Desesperadamente é sobre um descendente afro-americano de coração terno chamado Rushon (Tommy Davidson) que tem saído com sua amiga Nikki (Tamala Jones) por várias semanas. Eles realmente gostam um do outro, mas até então o relacionamentos deles tem sido platônico; Nikki não tem tanta certeza se a relação deles está pronta para o próximo estágio.O filme é uma paródia com o filme de 1985 Procura-se Susan desesperadamente, estrelado por Rosana Arquette e a cantora estado unidense Madonna.
Rushon chama Nikki para sair para jantar, mas Nikki quer quer que seja um encontro duplo. Ela traz sua amiga opinadora Lysterine (Vivica A. Fox), e Rushon vem com seu companheiro "bad boy" (Jamie Foxx). Lysterine e Bunz sentem atração um pelo outro rapidamente, e para a surpresa deRushon, Nikki decide que é hora da relação deles ir para o próximo nível. Entretanto, eles têm um pequeno problema: este é os anos 90, e todo mundo quer praticar "sexo seguro". Por isso, Rushon e Bunz devem seguir aventuras selvagens tentando encontrar "a proteção" antes de que o "clima" da tarde se "evapore".
Este filme é notado por uma personificação de qualidade inferior de Jamie Foxx como de celebridades afro-americanas como Jesse Jackson, Mike Tyson e Bill Cosby.

## Elenco
- Jamie Foxx — Bunz
- Tommy Davidson — Rushon Askins
- Vivica A. Fox — Lysterine
- Tamala Jones — Nikki
- Amy Monique Waddell — Arguing Woman
- Art Malik — Akmed
- Bernie Mac — Judge Peabody
- David Hemblen — Dr. Blade
- Amanda Tapping — Dr. Moore
- Gedde Watanabe — Chan
- Karen Robinson — Admitting Nurse
- Ric Young — Mr. Chiu
- Scott LaRose — Singh

## Recepção
O filme recebeu críticas geralmente negativas. Obteve 25% de aprovação no Rotten Tomatoes, que se baseou em 12 críticas recolhidas, e uma média ponderadade 4.2 /10. No Metacritic, o filme mantém uma pontuação de 54 em 100, com base em 14 críticos, indicando "revisões mistas".

## Trilha sonora
Tracklist
1. "Can We" - SWV & Missy Elliott - 04:53
2. "Don't Wanna Be a Player" - Joe - 05:13
3. "Baby, Baby, Baby, Baby, Baby" - R. Kelly - 04:21
4. "Fire & Desire" - Johnny Gill & Coko - 06:17
5. "Don't Stop, Don't Quit" - 1 Accord, Rodney Jerkins, Shawn Daniels, Shauna Chappell - 04:05
6. "Feel Good" - Silk - 04:55
7. "Hold That Thought" - Gerald Levert - 05:00
8. "Let Me See You Squirrel" - Squirrel - 04:04
9. "If You Stay" - Backstreet Boys - 04:19
10. "Call Me" - Too Short & Lil' Kim - 05:00
11. "Don't Blame It On Me"" - E-40 & B-Legit - 04:39
12. (I'll Be Yo') Huckleberry" - D-Shot - 04:39
13. "Plan Up Your Family" - KRS-One - 03:50
14. "Chocolate" - L.A. Ganz, W. Killebrew, Chico Luster - 04:34
15. "Looking For Love" - Whitey Don - 04:11
16. "When I Rise" - Crooked - 04:22